# Ophiacantha deruens
Ophiacantha deruens är en ormstjärneart som beskrevs av Jean Baptiste François René Koehler 1907. Ophiacantha deruens ingår i släktet Ophiacantha och familjen knotterormstjärnor. Inga underarter finns listade i Catalogue of Life.